# Suctobelbella aokii
Suctobelbella aokii är en kvalsterart som beskrevs av Chinone 2003. Suctobelbella aokii ingår i släktet Suctobelbella och familjen Suctobelbidae. Inga underarter finns listade i Catalogue of Life.